# Irxleben
Irxleben là một đô thị ở huyện Börde thuộc bang Sachsen-Anhalt, nước Đức. Đô thị Irxleben có diện tích 7,07 km², dân số thời điểm ngày 31 tháng 12 năm 2006 là 2370 người.